# Brachyopa silviae
Brachyopa silviae är en tvåvingeart som beskrevs av Doczkal och Dziock 2004. Brachyopa silviae ingår i släktet savblomflugor, och familjen blomflugor.
Artens utbredningsområde är Tyskland. Inga underarter finns listade i Catalogue of Life.